# Шалімов Володимир Єгорович
Володи́мир Єго́рович Шалі́мов (1908—1942) — радянський льотчик штурмової авіації часів Великої Вітчизняної війни, Герой Радянського Союзу (10.02.1943, посмертно). Майор гвардії.

## Біографія

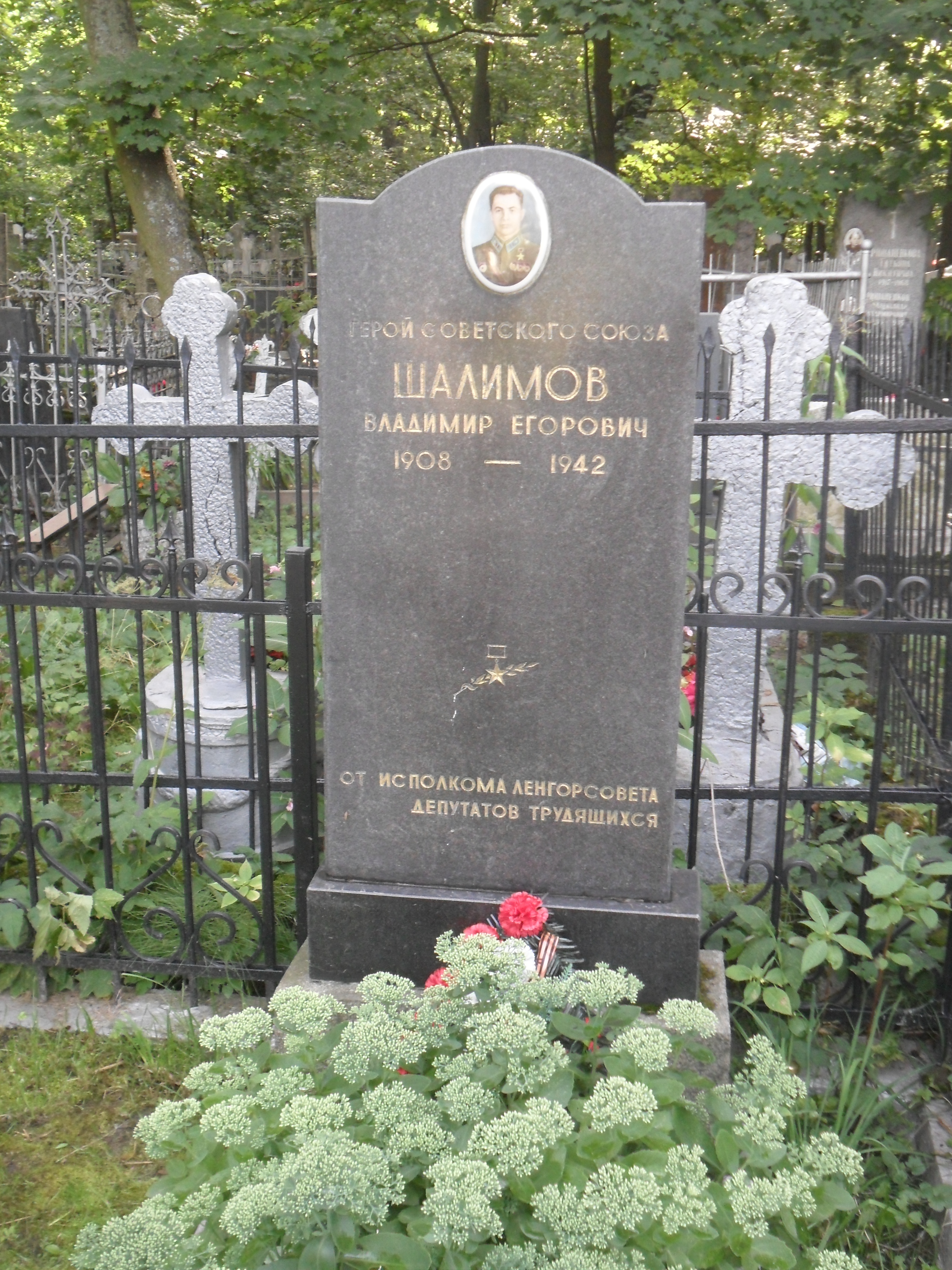
Могила В. Є. Шалімова на Красненькому кладовищі Санкт-Петербурга

Народився 8 серпня 1908 року в селі Великі Проходи, нині Дергачівського району, Харківської області, України в сім'ї селянина. Українець. Закінчив робфак, працював слюсарем у трамвайному депо Харкова.
З 1929 року — служив у Червоній армії. 1933 року Закінчив Одеську військову авіаційну школу пілотів. Служив у бомбардувальній авіації. З 1932 року стає членом ВКП(б). 1938 року брав участь у національно-визвольній війні китайського народу проти японських агресорів і в радянсько-фінській війні 1939—1940 рр. Одним із найперших засвоїв штурмовик Іл-2.
У Великій Вітчизняній війні капітан Шалімов брав участь із червня 1941 року. На Західному фронті воював командиром ескадрильї в складі 175-го штурмового авіаційного полку. Виконав 10 бойових вильотів на штурмування німецьких військ. У повітряних боях особисто збив 1 ворожий літак. В липні 1941 року його було поранено під час бою.
У вересні 1941 року с групою льотчиків прибув на Ленінградський фронт до складу 174-го штурмового авіаційного полку 5-ї змішаної авіаційної дивізії й призначений командиром ескадрильї. Полк у складі ВПС 23-ї армії вів бойові дії в ході битви за Ленінград. За масовий героїзм особового складу під час захисту Ленінграда наказом наркома оборони СРСР з 7 березня 1942 року 174-му штурмовому авіаційному полку було надано гвардійське звання, після чого він став називатися 15-м гвардійським штурмовим авіаційним полком. З листопада 1941 року Шалімов став заступником командира полку, а наприкінці грудня 1942 року, після загибелі в бою попереднього командира майора Сергія Миколайовича Полякова, капітана В. Є. Шалімова було призначено командиром 15-го гвардійського авіаційного полку. 23 липня 1942 року, під час бойового вильоту в районі міста Урицька, Ленінградської області, прямим попаданням зенітного снаряда літак майора Шалімова було збито. Льотчик направив його на ворожі позиції й загинув під час вибуху.
Після загибелі на бойовому рахунку видатного льотчика було 52 бойові вильоти на штурмування ворожих військ (лише в складі 174/15-го гвардійського штурмового авіаполку, на всіх вильотах був командиром групи). Він знищив на ворожих аеродромах 20 літаків, а також 15 танків, 76 автомашин, 10 польових і зенітних знарядь, 55 вагонів із військовим вантажем, 113 кулеметних і мінометних точок, 3 цистерни з пальним.
Спотворене тіло командира мешканці окупованого Урицька таємно поховали серед двору одного з житлових будинків. 1965 року Героя було переховано з військовими почестями на Красненькому кладовищі в Ленінграді.
За зразкове виконання бойових завдань командування на фронті боротьби з німецькими загарбниками та проявлені при цьому відвагу й геройство Указом Президії Верховної Ради СРСР з 10 лютого 1943 року майору Шалімову Володимиру Єгоровичу надано звання Героя Радянського Союзу (посмертно).

## Нагороди
- Герой Радянського Союзу (10.02.1943, посмертно)
- Орден Леніна (10.02.1943, посмертно)
- Два ордени Червоного Прапора (14.03.1938, 21.05.1940)
- Орден Червоної Зірки (20.11.1941)
- Медаль «За оборону Ленінграда» (1944, посмертно)[8]